# Solfuro d'ammonio
Il solfuro di ammonio, con formula chimica (NH4)2S,  è un agente riducente in grado di ridurre un gruppo nitro ad ammina. Se reagisce con 1,3-dinitrobenzene in piccole quantità si forma 3-nitroanilina; quantità maggiori riducono entrambi i gruppi nitro.
Possiede una pKa maggiore di 15 lo ione bisolfuro (HS−) non può essere deprotonato dall'ammoniaca in quantità apprezzabile facendo sì che la soluzione finale sia un miscuglio di Idrosolfuro di ammonio e ammoniaca.

## Sicurezza
Soluzioni di "solfuro di ammonio" sono pericolose in quanto rilasciano acido solfridrico.